# Edward Mechling
Edward Anthony Mechling (ur. 31 stycznia 1878 w Hosensack, zm. 5 marca 1938 w Moorestown) – amerykański lekkoatleta.
W 1899 ukończył studia ekonomiczne na University of Pennsylvania.
Wziął udział w igrzyskach w 1900, na których wystartował w biegu na 800 metrów. Odpadł w pierwszej rundzie zajmując 4. lub 5. miejsce w swoim biegu eliminacyjnym.
Reprezentował klub Penn Quakers.